# Catarratto

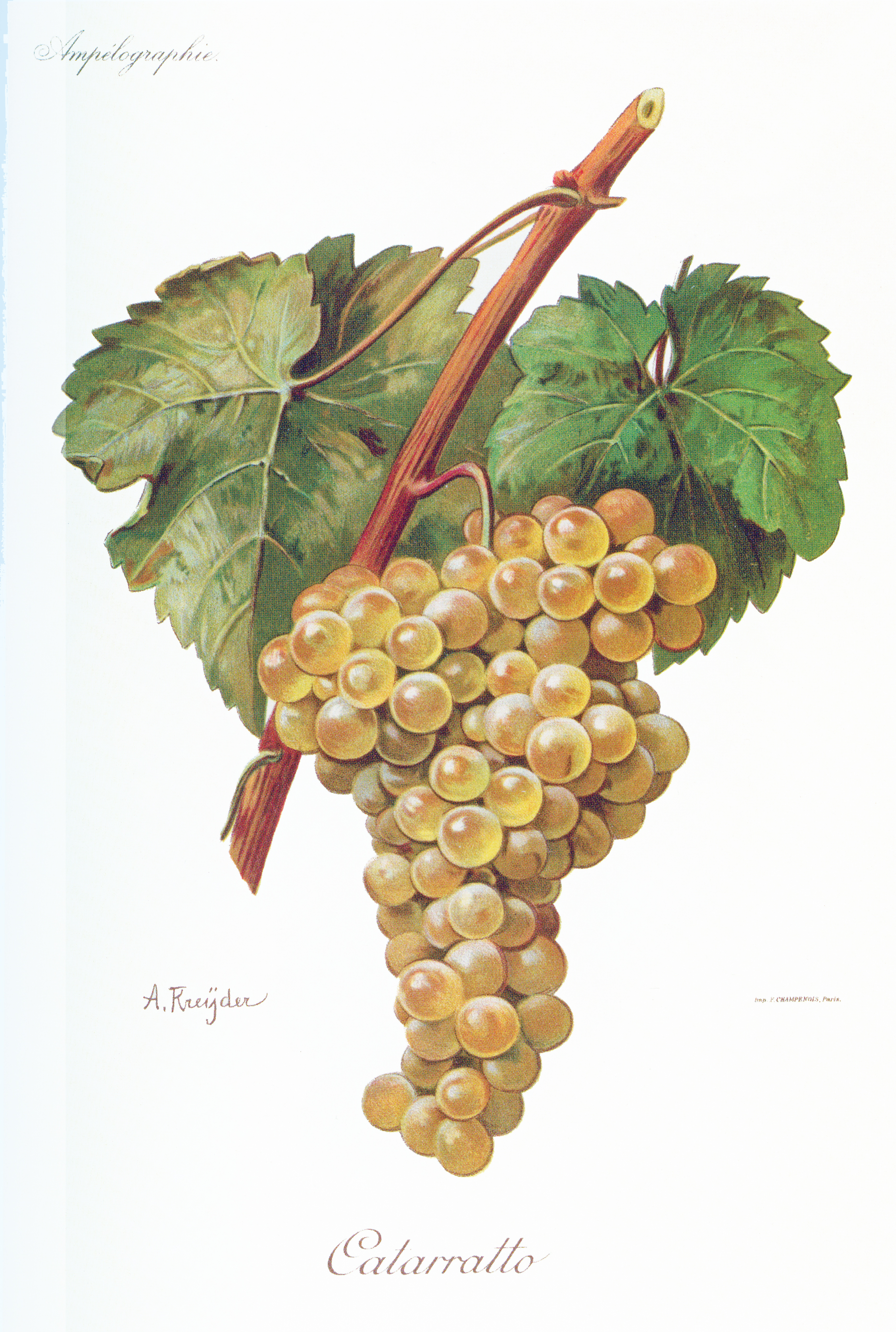
Dibujo de un racimo de catarratto en una obra de ampelografía.

La catarratto es una uva blanca de vino italiana. Es la variedad con más superficie cultivada en Sicilia.
La catarratto puede producir vinos con cuerpo y notas a limón. 
En la Denominazione di Origine Controllata (DOC) Etna, es mezclada con minella bianca y carricante.

## Subvariedades y fenotipos
La catarratto existe en distintos fenotipos. Esto se traduce en diferentes características como, por ejemplo, que en las uvas aparezca una cantidad diferente de blancura Cuando apenas hay aparición de esa blancura, las uvas dan una impresión más lustrosa.
La catarratto bianco comune se caracteriza por tener una gran cantidad de blancura, mientras que la catarratto bianco lucido tiene una cantidad más limitada de la misma. La distinción entre ambas fue descrita por la Comisión Ampelográfica de Palermo en 1883. Esta comisión fue la que les dio ambos nombre y las registró en Italia. El análisis de ADN ha demostrado que todas son genéticamente la misma variedad. Esto demuestra la capacidad de la vid para producir distintas características raíz de una misma planta. En 1971 Pastina seleccionó una vid de las consideradas catarratto bianco lucido a la que no le había aparecido el blanqueamiento en absoluto y la llamó catarratto bianco extra lucido. El análisis de ADN también demostró que esta tiene la misma genética que las otras.

## Origen
El análisis de ADN publicado en un estudio italiano en 2008 (el mismo estudio que demostró que las tres variedades de catarrattos eran idénticas) demostró una cercanía familiar con la garganega por un lado y otras variedades de uva por el otro lado. Es posible que la garganega sea una antecesora de la catarratto, pero no ha podido determinarse el grado de parentesco de manera definitiva.
La catarratto también es conocida con los sinónimos castellaro, cataratto bertolaro, catarratto bianco comune, catarratto bianco extra lucido, cataratto bianco latino, catarratto bianco lucido, catarratto bianco lustro, cataratto bianco nostrale, cataratto carteddaro, catarratto bertolare, catarratto bertolaro, catarratto bianco latino, catarratto bianco nostrale, catarratto carteddaro, cattaratto commune y catarrato lucido.